# Гусиха (Саратовская область)
Гусиха — село в Ивантеевском районе Саратовской области, в составе сельского поселения Ивановское муниципальное образование.
Население - 6 (2010)

## История
Казённое село Гусиха упоминается в Списке населённых мест Российской империи по сведениям за 1859 год. Село находилось по просёлочному тракту из города Николаевска в Самару и относилось к Николаевскому уезду Самарской губернии. В селе проживали 578 мужчин и 703 женщины. Согласно Списку населённых мест Самарской губернии по сведениям за 1889 год село относилось к Порубежской волости Николаевского уезда Самарской губернии. В селе проживало 2179 жителей, русские и мордва. Земельный надел составлял 4414 десятин удобной и 660 десятин неудобной земли. В селе имелись церковь, земская школа, земская станция, 16 ветряных мельниц. Согласно переписи 1897 года в селе проживало 1606 человек, из них православных - 1599
Согласно Списку населённых мест Самарской губернии 1910 года село населяли бывшие государственные крестьяне, русские и мордва, православные, 902 мужчины и 914 женщины, в селе имелись церковь, земская и церковно-приходская школы, земская станция.

## Физико-географическая характеристика
Село находится в Заволжье, на правом берегу реки Большой Иргиз. Высота центра населённого пункта - 31 метр над уровнем моря. Почвы: в пойме Большого Иргиза - пойменные нейтральные и слабокислые, на прилегающей территории - чернозёмы южные.
Село расположено на юге Ивантеевского района, примерно в 23 км по прямой от районного центра села Ивантеевка. Близ села проходит железнодорожная линия Пугачёвск – Красногвардеец Приволжской железной дороги. По автомобильным дорогам расстояние до районного центра составляет 32 км, до областного центра города Саратов - 300 км, до Самары - 170 км. 

## Население
Динамика численности населения по годам:
| Годы      | 1859 | 1889 | 1897 | 1910 | 2002 |
| --------- | ---- | ---- | ---- | ---- | ---- |
| Население | 1381 | 2179 | 1606 | 1816 | 40   |

| 2010 |
| ---- |
| 6    |

Национальный состав
Согласно результатам переписи 2002 года 45 % населения составляли русские, 37 % - лезгины.